# Hjördis Warin
Hjördis Elsa Birgit Warin, senare gift Cloov, född 19 december 1926 i Vetlanda, är en svensk friidrottare (höjdhopp och mångkamp) som tävlade för Hvetlanda GoIF.
Hon gifte sig 1948 med Arne Tore Ingvar Cloov (1928–2010).